# Subdistritos do Mandato Britânico da Palestina

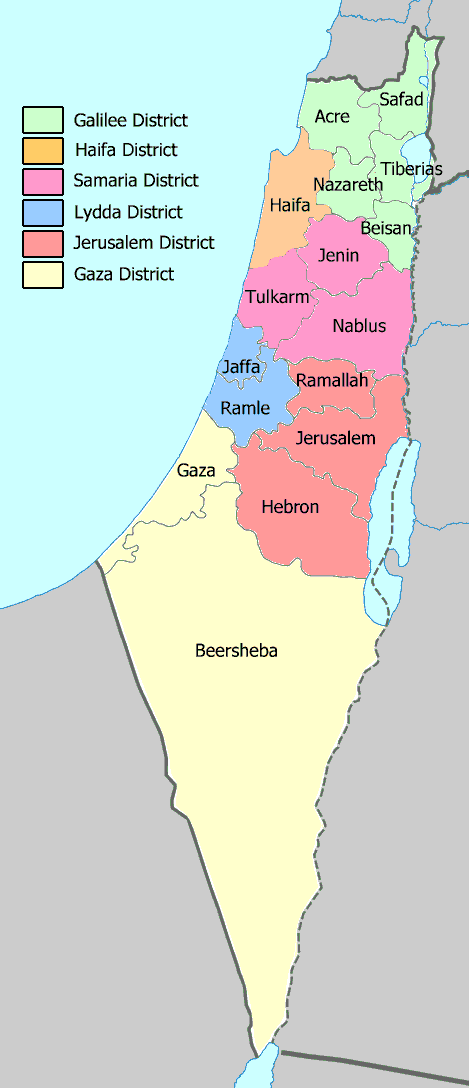
subdistritos e distritos em 1945.

18 subdistritos do Mandato Britânico da Palestina.
- Acre
- Baisan
- Beersheba
- Bethlehem
- Gaza
- Haifa
- Jaffa
- Hebron
- Jenin
- Jericho
- Jerusalem
- Nablus
- Nazareth
- Ramallah
- Ramle
- Safad
- Tiberias
- Tulkarem